# Papa V
Papa V, pseudonimo di Lorenzo Vinciguerra (19 febbraio 2001), è un rapper italiano.

## Biografia
Lorenzo Vinciguerra, originario del comune milanese di Pieve Emanuele, ha rivelato di essersi avvicinato al rap ascoltando un CD contenente Applausi per Fibra di Fabri Fibra, avviando la propria attività musicale da più grande assieme al produttore Fritu, suo cugino. Ha citato Club Dogo, Fabri Fibra, Noyz Narcos e Mondo Marcio come principali fonti di ispirazione.
Ha esordito nell'industria discografica sotto lo pseudonimo di Papa V nel marzo 2020 col singolo Per non morire mai e ha in seguito inciso il suo primo album in studio, dal titolo Mafia Slime; il disco, in collaborazione con Nerissima Serpe, è stato prodotto da Fritu e distribuito nel gennaio 2021. È stato poi presentato un secondo album di inediti e primo da solista Gesù Bambino (2022), anch'esso messo in commercio dalla Columbia.
Nell'ottobre 2023 ha collaborato in Le bambine fanno oh, canzone contenuta nel mixtape No Regular Music dei SadTurs e Kidd; si tratta del suo primo ingresso nella top 30 della Top Singoli. Nel marzo 2024 è apparso come artista ospite nella traccia Servizio dell'LP di Kid Yugi I nomi del diavolo, brano con cui ha aumentato la proprià visibilità e ha debuttato al 20º posto in hit parade.
Il terzo progetto Trap fatta bene, presentato il mese successivo, ha raggiunto l'11ª posizione della classifica FIMI Album ed è stato certificato oro dalla Federazione Industria Musicale Italiana per le 25 000 unità equivalenti. Lo stesso contiene gli estratti Responsabile (2023) e Mattone (2024), entrambi oro per le 50 000 unità vendute ciascuno. È stato impegnato con una tournée durante l'estate, venendo coinvolto anche al Nameless Festival per la prima volta.
Nel gennaio 2025 è ritornato sulle scene musicali con Mafia Slime 2, album inedito che lo vede lavorare nuovamente con Nerissima Serpe e Fritu; il disco, che ha debuttato direttamente al vertice della graduatoria nazionale e al 31º posto della Schweizer Hitparade, è stato il secondo dell'artista a superare la soglia delle 25 000 vendite, ricevendo quindi la certificazione d'oro dalla FIMI. Lo stesso, che ha collocato quattordici tracce su diciassette nella Top Singoli contemporaneamente, contiene anche l'estratto Tip tap e il brano Wop wop, l'ultimo dei quali ha segnato il suo miglior posizionamento in hit parade (6º posto). Una tournée a suo supporto, il Mafia Slime Live Tour, ha registrato il tutto esaurito nelle sette date svoltesi nella seconda metà di marzo.

## Discografia

### Album in studio
- 2021 – Mafia Slime (con Nerissima Serpe)
- 2022 – Gesù Bambino
- 2024 – Trap fatta bene
- 2025 – Mafia Slime 2 (con Nerissima Serpe e Fritu)

### EP
- 2024 – EP 6/3

### Singoli

#### Come artista principale
- 2020 – Per non morire mai
- 2020 – Terrorista
- 2022 – Al Capone (con Fritu)
- 2022 – Apparecchiato (feat. Nerissima Serpe)
- 2022 – Crack in casa 24/7
- 2023 – Responsabile (con Fritu feat. Nerissima Serpe)
- 2024 – Tommaso (con Fritu)
- 2024 – Mattone (feat. Kuremino e Nerissima Serpe)
- 2024 – Walter White (con Fritu)
- 2024 – Non la sopporto (feat. Artie 5ive)
- 2024 – Vien (con Rue Diego)
- 2024 – Tip tap (con Nerissima Serpe e Fritu)
- 2025 – A lei (con Nerissima Serpe e Fritu)

#### Come artista ospite
- 2021 – Il doc (VillaBanks feat. Papa V)
- 2023 – Players Club '23 (Knights of the Posse) (Night Skinny, Nerissima Serpe e Artie 5ive feat. Tony Boy, Papa V, Low-Red, Digital Astro e Kid Yugi)
- 2024 – Nun m piac RMX (Nello Taver feat. Guè, Sacky, Side Baby e Papa V)
- 2024 – Entrano escono (Rasty Kilo feat. Nerissima Serpe e Papa V)
- 2024 – Top Secret (Low-Red feat. Papa V)
- 2024 – Players Club '24 (Night Skinny, Low-Red e Kid Yugi feat. Tony Boy, Papa V, Nerissima Serpe, Artie 5ive e Astro)
- 2025 – Stupidi (Fabri Fibra feat. Papa V e Nerissima Serpe)

### Collaborazioni
- 2020 – My Shark (Nerissima Serpe feat. Papa V)
- 2022 – Cucaracha (Low-Red feat. Nerissima Serpe e Papa V)
- 2023 – Le bambine fanno oh (Sadturs e Kiid feat. Nerissima Serpe, Anna, Papa V e Artie 5ive)
- 2023 – Ovetto Frozen (Nerissima Serpe feat. Papa V)
- 2024 – Servizio (Kid Yugi feat. Papa V e Noyz Narcos)
- 2024 – Marmocchio (Sadturs e Kiid feat. Papa V e Jake La Furia)
- 2024 – Mercedes (Kuremino feat. Papa V)
- 2024 – Tessera sanitaria (Night Skinny feat. Nerissima Serpe e Papa V)
- 2024 – Walzer (Night Skinny feat. Papa V, Nerissima Serpe e Fabri Fibra)
- 2024 – True Story (Night Skinny feat. Noyz Narcos, Papa V e Artie 5ive)
- 2025 – Cocco24 (Jake La Furia feat. Noyz Narcos, Tony Boy e Papa V)
- 2025 – Patto col diavolo (Cancun feat. Nerissima Serpe e Papa V)
- 2025 – Rum&Cola (Incis Zone feat. Papa V e Silent Bob)
- 2025 – Supermarket (Guè e Rasty Kilo feat. Nerissima Serpe e Papa V)

## Tournée
- 2024 – Live Tour
- 2025 – Mafia Slime Live Tour (con Nerissima Serpe e Fritu)